# Willy von Känel
Willy von Känel (* 30. Oktober 1909 in La Chaux-de-Fonds; † 28. April 1991 in Biel/Bienne) war ein Schweizer Fussballspieler. Er nahm an der Fussball-Weltmeisterschaft 1934 teil.

## Karriere
Von Känel spielte von 1927 bis 1939 beim FC Biel-Bienne. Zur Saison 1939/40 wechselte er zum Servette FC, mit dem er unter Spielertrainer André Abegglen den Schweizer Meistertitel gewann. 1941 beendete er seine aktive Laufbahn als Spieler.

## Nationalmannschaft
Am 19. Juni 1930 debütierte von Känel im Freundschaftsspiel gegen Norwegen in der Schweizer Fussballnationalmannschaft.
Er gehörte bei der Fussball-Weltmeisterschaft 1934 zum Schweizer Aufgebot. Dort kam von Känel im Achtelfinal gegen die Niederlande und im Viertelfinal gegen die Tschechoslowakei zum Einsatz.
Nach der Weltmeisterschaft absolvierte er noch zwei weitere Länderspiele, zuletzt am 4. November 1934 gegen den WM-Gegner Niederlande.
Insgesamt bestritt von Känel 19 Spiele für die Schweiz, in denen er drei Tore erzielte.

## Erfolge
- Schweizer Fussballmeister: 1939/40